# 蕾拉·阿波娃
蕾拉·阿波娃（俄语：Лера Абова，1992年11月4日—）是一位俄罗斯模特、演员。她与不止一家模特经纪公司有合约。她在电影《歌喉讚》的衍生电视剧《歌喉讚：邦普在柏林》中饰演Thea。

## 生平
阿波娃出生、成长在西伯利亚村庄斯拉夫哥羅德，据她本人说，那村庄“小到连地图上都没标出”。13岁时，她移居德国，当时不会说德语，只能用电子翻译器和人交流。由于语言障碍和出身背景原因，她在与同学相处的过程中遇到过很多困难。那时的她喜欢穿一件粉色宝可梦T恤，头发长得“疯一般的长”。学会德语后，她交到了很多朋友。在18或19岁时，她没完成结业考试就辍学了。
2016年，英国摄影师大卫·西姆斯注意到了阿波娃，后者因此开启了时尚模特生涯。很快，其他时尚摄影师也跟她签了约，其中就有科林·道格森（Colin Dodgson）和马里亚诺·维万科，世界各国的造型师、设计师也联系到了她。在模特生涯的头两年里，她参与了很多广告拍摄工作。2017年，吕克·贝松在电影《安娜》中让阿波娃扮演“Maude”一角。

## 影視作品

### 電影
| 年份 | 標題             | 角色   | 備註    |
| ---- | ---------------- | ------ | ------- |
| 2019 | 《安娜》         | Maude  |         |
| 2025 | 《亲爱的，别！》 |        |         |
| 2025 | 域外營救         | 伊琳娜 | Netflix |

### 電視
| 年份 | 標題                       | 角色                   | 備註 |
| ---- | -------------------------- | ---------------------- | ---- |
| 2022 | 《歌喉讚：邦普在柏林》     | DJ Das Boot / Thea     |      |
| 2025 | 《ONE PIECE》              | 妮可·羅賓／Miss 星期日 |      |
| TBA  | 《Good Side of a Bad Man》 |                        |      |